# Valérie Guignabodet
Valérie Guignabodet (ur. 9 maja 1965 w Paryżu, zm. 23 lutego 2016 w Saint-Andiol) – francuska reżyserka filmowa i scenarzystka.

## Filmografia
- 2000: En face
- 2002: Monique
- 2004: Mariages!
- 2007: Danse avec lui
- 2009: Divorces